# Горнозаводской сельсовет
Горнозаводско́й сельсове́т — упразднённое сельское поселение в составе Кировского района Ставропольского края Российской Федерации.
Административный центр — село Горнозаводское.

## География
Находилось в центральной части Кировского района. Расстояние от административного центра муниципального образования до районного центра — 28 км.

## История
С 1 мая 2017 года, на основании Закона Ставропольского края от 5 декабря 2016 года № 116-кз, все муниципальные образования Кировского муниципального района (городское поселение город Новопавловск, сельские поселения Горнозаводской сельсовет, Зольский сельсовет, Комсомольский сельсовет, станица Марьинская, Новосредненский сельсовет, Орловский сельсовет, Советский сельсовет, Старопавловский сельсовет, посёлок Фазанный) были преобразованы, путём их объединения, в Кировский городской округ.

## Население
| 1989  | 2002  | 2010  | 2011  | 2012  |
| ----- | ----- | ----- | ----- | ----- |
| 2724  | ↗3007 | ↗3240 | ↘3227 | ↗3232 |
| 2013  | 2014  | 2015  | 2016  | 2017  |
| ↘3224 | ↘3162 | ↗3190 | ↗3198 | ↗3239 |

### Национальный состав
По итогам переписи населения 2010 года на территории поселения проживали следующие национальности (национальности менее 1 %, см. в сноске к строке «Другие»):
| Национальность | Численность | Процент |
| -------------- | ----------- | ------- |
| Русские        | 2445        | 75,46   |
| Цыгане         | 411         | 12,69   |
| Грузины        | 238         | 7,35    |
| Украинцы       | 38          | 1,17    |
| Армяне         | 34          | 1,05    |
| Другие         | 74          | 2,28    |
| Итого          | 3240        | 100,00  |

## Состав сельского поселения
До упразднения Горнозаводского сельсовета в состав его территории входили 3 населённых пункта:
| № | Населённый пункт | Тип населённого пункта       | Население |
| - | ---------------- | ---------------------------- | --------- |
| 1 | Весёлый          | хутор                        | →100      |
| 2 | Горнозаводское   | село, административный центр | ↘2847     |
| 3 | Курганный        | хутор                        | ↘200      |

## Местное самоуправление
- Совет депутатов сельского поселения Горнозаводской сельсовет (состоял из 10 депутатов, избираемых на муниципальных выборах по одномандатным избирательным округам сроком на 5 лет)[21]
- Администрация сельского поселения Горнозаводской сельсовет[21]

Главы администрации
- 2006—2012 годы — Шабунин Владимир Ильич
- с 4 мая 2012 года — Радионов Денис Николаевич, глава сельского поселения[22]

## Инфраструктура
- Дом культуры
- Горнозаводская специальная общеобразовательная школа закрытого типа

## Образование
- Детский сад № 14 «Колосок»
- Средняя общеобразовательная школа № 8